# 康家集乡
康家集乡，是中华人民共和国甘肃省定西市临洮县下辖的一个乡镇级行政单位。

## 行政区划
康家集乡下辖以下地区：
蒲家庄村、吓庄村、翟家湾村、尖山村、西沟村、汤家川村、黄家顶村、大庄湾村、邢家山村、中庄村、大头山村、赵家咀村、钟家庄村、对坡村、野鹊沟村和合进村。